# プレステージナイト2nd カラテカリ〜ナ
プレステージナイト2nd カラテカリ〜ナ（プレステージ・ナイト・セカンドからてかりーな）は、2012年5月2日から12月26日まで、ラジオ大阪とラジオ日本で放送されていたラジオ番組である。

## パーソナリティ
- 加藤リナ
- カラテカ

## 放送局・時間
| 放送対象地域 | 放送局     | 放送日時           | 備考   |
| ------------ | ---------- | ------------------ | ------ |
| 近畿広域圏   | ラジオ大阪 | 水曜 24:30 - 25:00 | 制作局 |
| 関東広域圏   | ラジオ日本 | 水曜 25:30 - 26:00 |        |